# Suzanne Balguerie

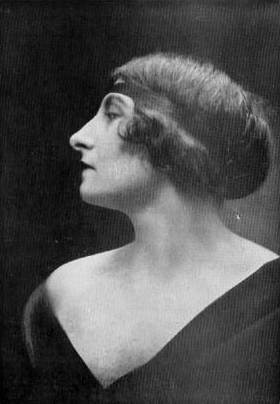
Suzanne Balguerie en 1925

Suzanne Berchut conocida como Suzanne Balguerie (Le Havre, 29 de junio de 1888- Saint-Martin-d'Hères, 17 de febrero de 1973) fue una soprano francesa admirada por Gabriel Fauré, Paul Dukas, Francis Poulenc, Olivier Messiaen, considerada una de las grandes sopranos francesas del período entre guerras junto a las "cuatro Germaine": Germaine Lubin, Germaine Cernay, Germaine Hoerner y Germaine Corney. Estrenó obras de sus contemporáneos y se la recuerda como Isolda, Ariane, Penélope y Alceste. Célebre en Francia su carrera internacional fue breve.

## Biografía
Suzanne Balguerie estudió en el Conservatoire de Paris, especializándose en la música de su tiempo. Cantó en 1919 la premier de Socrate de Erik Satie, acompañada al piano por el compositor frente a un público en el que se hallaban André Gide, Paul Claudel, André Derain, Georges Braque, Pablo Picasso, Jean Cocteau, y otras celebridades.
En 1921, en la Opéra-Comique, debutó como Ariane en Ariane et Barbe-Bleue de Paul Dukas con gran éxito. 
Cantará Donna Anna, La Condesa, Iphigenie, Marguerite,Tosca (1924), Mélisande (1929). En 1923 sucederá a Lucienne Bréval como Pénélope de Fauré que repetirá en 1931 y 1943
En 1925, triunfa en Tristán e Isolda,canta el personaje protagónico 275 veces.
En 1936, estrena los «poèmes pour Mi» de Messiaen
También abordará el papel de Sieglinde junto a la Brunilda de Germaine Lubin y en 1944, en Bordeaux, hace el estreno francés de La Helena egipcia de Richard Strauss.
Como concertista trabaja a menudo con Ernest Ansermet y en recital junto a Francis Poulenc y Pierre Bernac.
Cuando se retiró en 1950 estaba en la absoluta miseria y en 1953 es nombrada profesora en la academia de Grenoble.

## Discografía
- Arias de 'Iphigénie en Tauride, Alceste, Tannhäuser, Le vaisseau fantôme, Aïda, Sigurd, Faust, Fidélio, ’Ariane et Barbe Bleue, Le Poème de la maison, cantata de Georges-Martin Witkowski.
- En la antología Les introuvables du chant français (EMI 585828-2).